# バスセンター前駅
バスセンター前駅（バスセンターまええき）は、札幌市中央区南1条東4丁目にある、札幌市営地下鉄東西線の駅である。駅番号はT10。

## 歴史
- 1975年（昭和50年）
  - 4月1日：大通バスセンター暫定使用開始 (待合室のみ)
  - 6月30日：大通バスセンター開業、バス乗り入れ開始
- 1976年（昭和51年）6月10日：琴似駅 - 白石駅間開業に伴い、バスセンター前駅が設置される。
- 2008年（平成20年）
  - 4月：エレベータ設置・供用開始
  - 12月4日：可動式ホーム柵が稼働開始[1]
- 2019年（平成31年）1月：コンコースの吊り下げ電照標識（サイン）が更新

## 駅構造
南大通の下にあり、地下歩道とホームはこの通り沿いに東西に伸びる。出入口の数は10ヶ所で、東西の端の出入口の間の距離は約500メートルある。西の出口はバスセンタービルの中にある。地下歩道はその西の大通駅までつながっている。ホームは1面2線の島式で、改札は西・中央・東の3ヶ所。当駅の駅名にやや反して、ホーム出口からバスセンターまでの距離は比較的長く、東豊線・大通駅から歩いてもあまり所要時間は変わらない。
札幌市営地下鉄の島式ホームの駅では最後にエレベータが設置された（2008年3月完成、同年4月から供用開始）。エレベータは、ホームと中央改札口の間に1基、コンコースと地上の間には9番出口に1基が設置された。これに併せて男子トイレと女子トイレの間に身障者用トイレを新設し、エレベータと同じく供用を開始した。
大通バスセンタービルに直結しており、隣の大通駅とは地下歩道・さっぽろ地下街オーロラタウン経由で繋がっている。また大通駅からさっぽろ地下街ポールタウン経由で南北線・すすきの駅へも地下を通って行く事が出来る。さらに2011年3月12日に札幌駅前通地下歩行空間が開通し、さっぽろ駅へも地下を通って行く事ができ、JR札幌駅にもさっぽろ駅からアピア経由で行くことが出来る。
白石方面に、豊平川の異常出水の際にホームの水没を防ぐための防水扉が設けられている。

### のりば
| ホーム | 路線   | 行先                 |
| ------ | ------ | -------------------- |
| 1      | 東西線 | 白石・新さっぽろ方面 |
| 2      | 東西線 | 大通・宮の沢方面     |

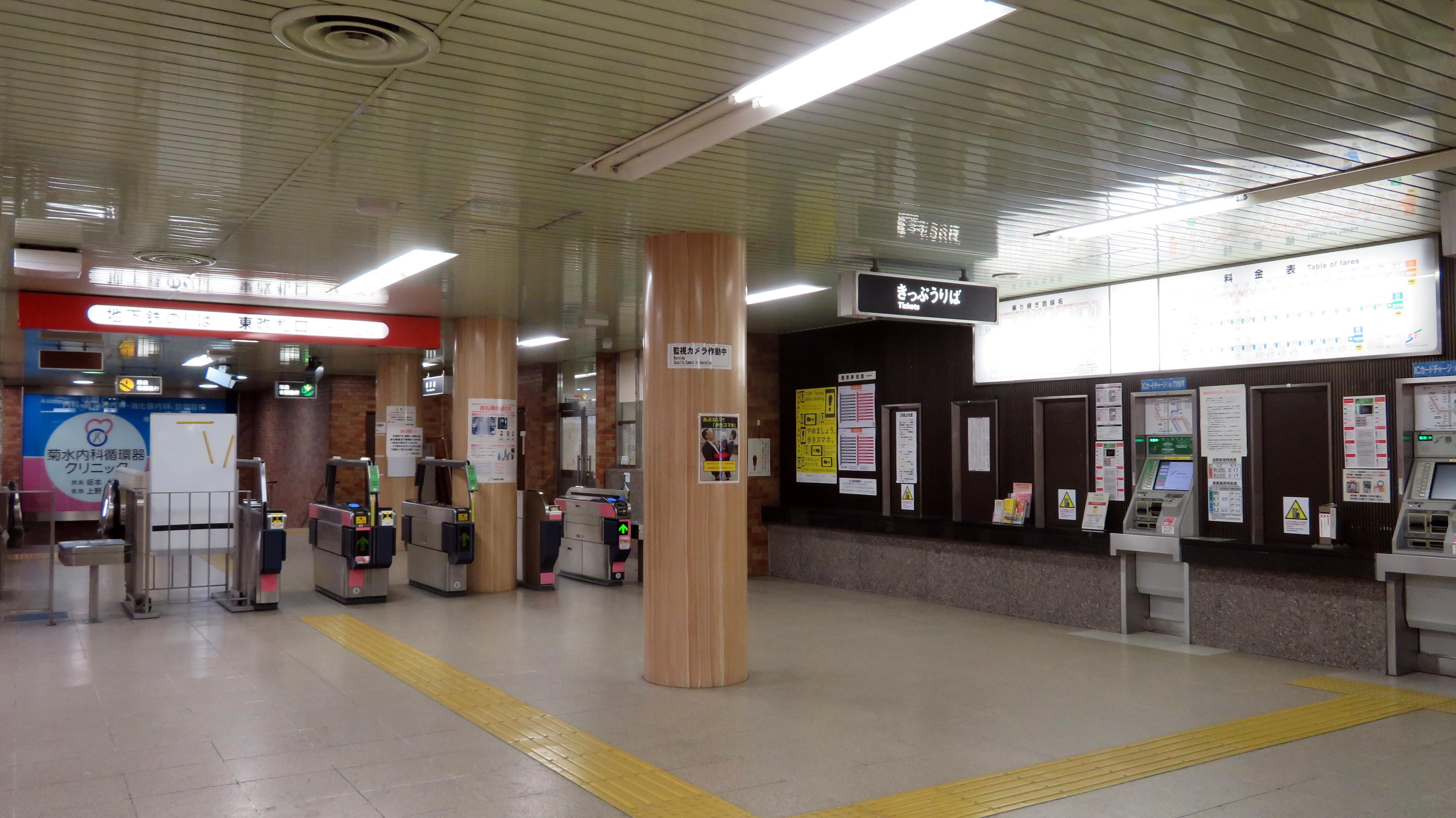
改札口
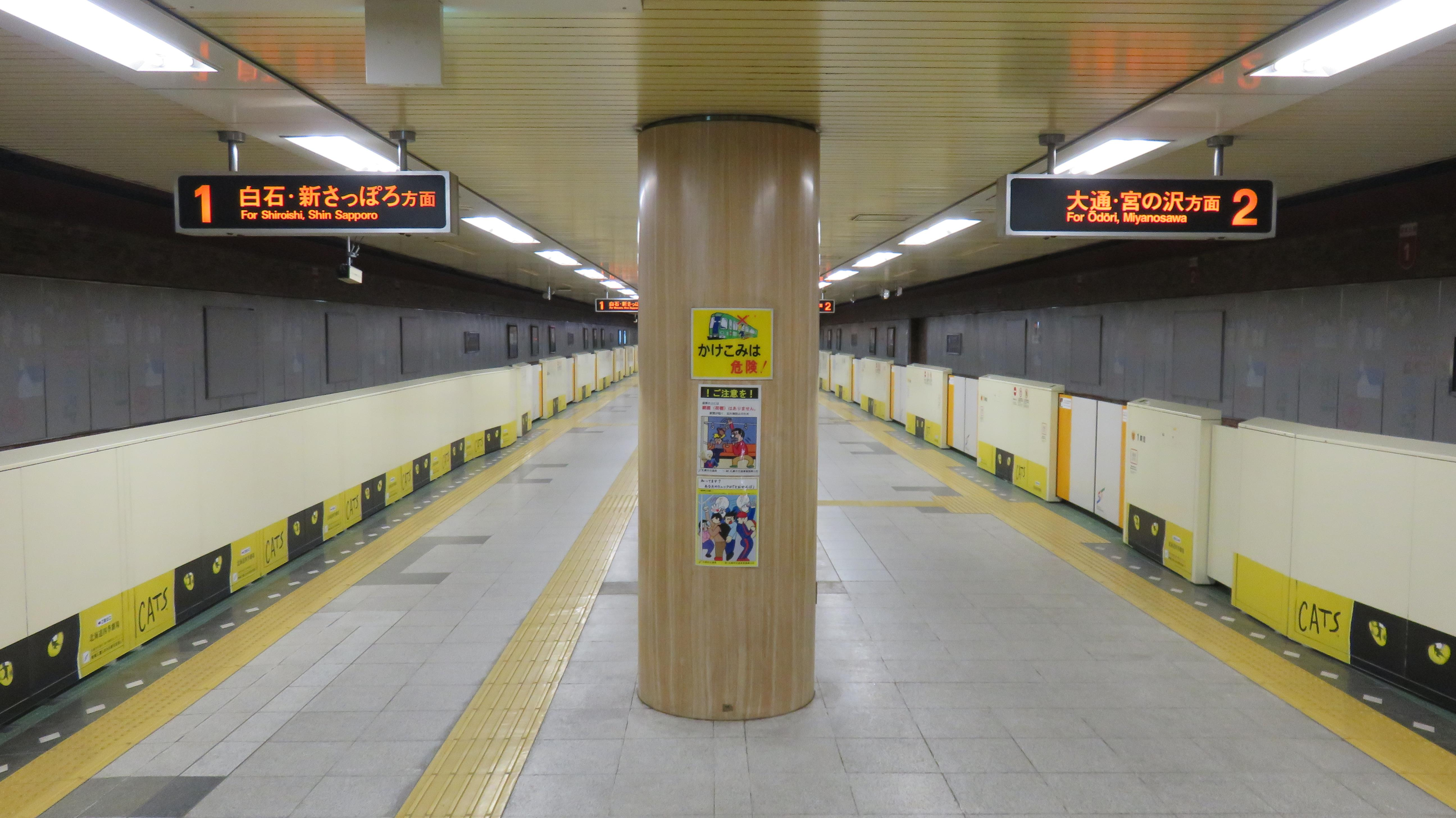
ホーム
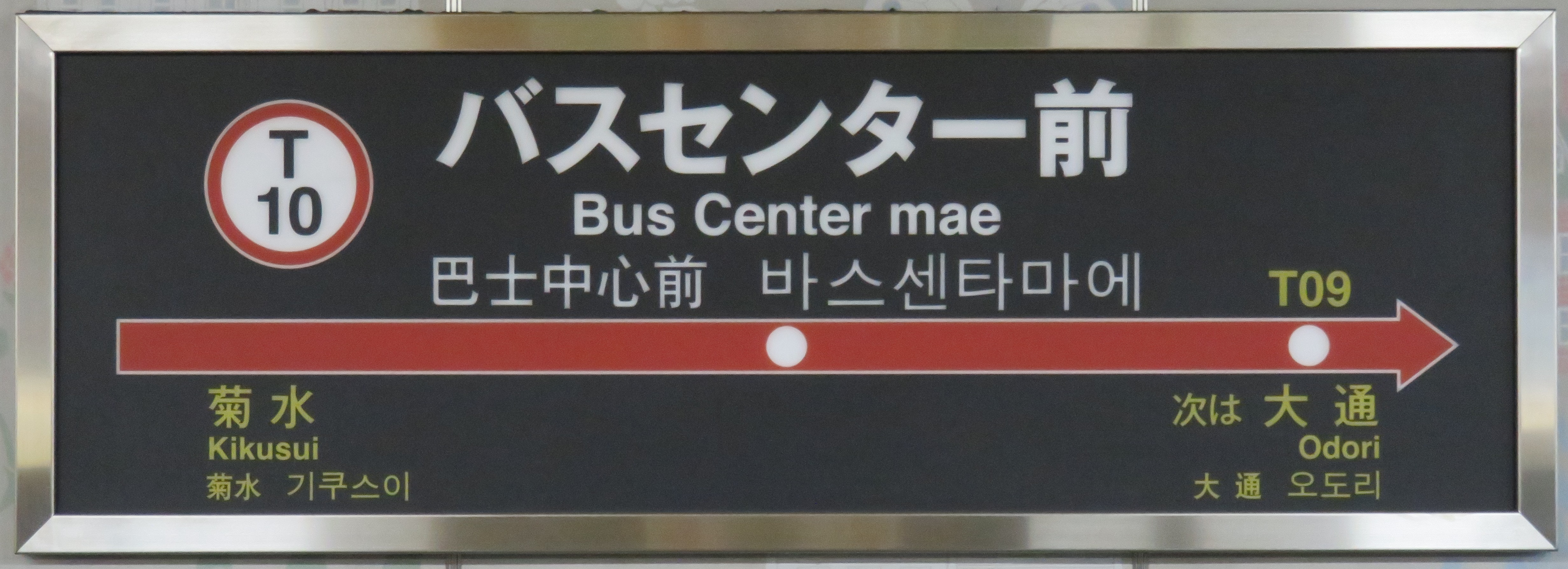
駅名標
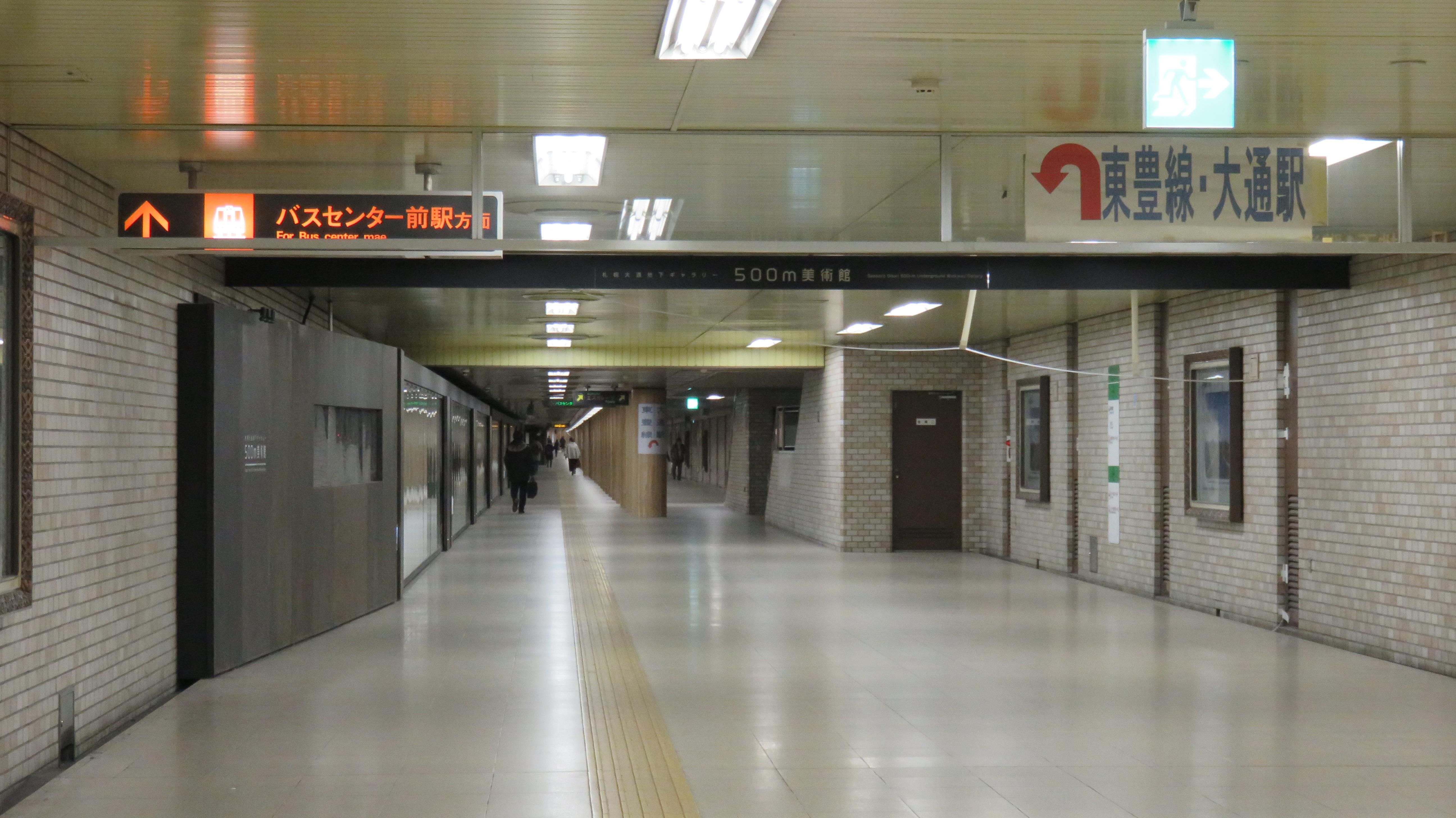
大通駅からバスセンター前駅への連絡通路 反対方面へはすすきの・さっぽろ駅にも地上に出ることなく移動可能

## 利用状況
札幌市交通局によると、2020年度の一日平均乗車人員は7,810人であった。
| 年度   | 1日平均 乗車人員 | 出典  |
| ------ | ---------------- | ----- |
| 2008年 | 7,390            | [ 3 ] |
| 2009年 | 7,279            | [ 3 ] |
| 2010年 | 7,392            | [ 4 ] |
| 2011年 | 7,445            | [ 4 ] |
| 2012年 | 7,757            | [ 4 ] |
| 2013年 | 8,199            | [ 4 ] |
| 2014年 | 8,476            | [ 4 ] |
| 2015年 | 8,764            | [ 5 ] |
| 2016年 | 9,268            | [ 5 ] |
| 2017年 | 9,597            | [ 5 ] |
| 2018年 | 9,845            | [ 6 ] |
| 2019年 | 9,752            | [ 6 ] |
| 2020年 | 7,810            | [ 7 ] |

## 駅周辺
大通バスセンター、及び北海道電力（ほくでん）本社ビルと地下通路で直結する位置にある。周辺は先に述べた北海道電力をはじめとする業務ビルが多いが、東に行くと住宅も多くなる。駅の西には創成川をはさんでさっぽろテレビ塔が立っている。この塔を含んで西方が大通公園である。東の出入口からは、豊平川をまたぐ一条大橋が近い。
- 札幌市立中央小学校
- 札幌市中央体育館
- 500m美術館
- サッポロファクトリー
- 旧永山武四郎邸
- 国道12号・国道5号
- さっぽろテレビ塔
- 二条市場
- 北海道神宮頓宮
- 中央警察署北一条東交番
- 札幌南一条東郵便局
- 三菱UFJ銀行札幌支店・札幌中央支店
- 北洋銀行札幌東支店
- 留萌信用金庫札幌中央支店
- 北門信用金庫 札幌支店
- 大通バスセンタービル
- 北海道中央バス札幌ターミナル
- 北海道電力本社
- 北海道新聞社
- テレビ北海道
- 中央区東・東北まちづくりセンター
- 東1丁目劇場施設
- 千歳鶴酒ミュージアム
- 北海道神宮頓宮
- BLOCH

## 大通バスセンター

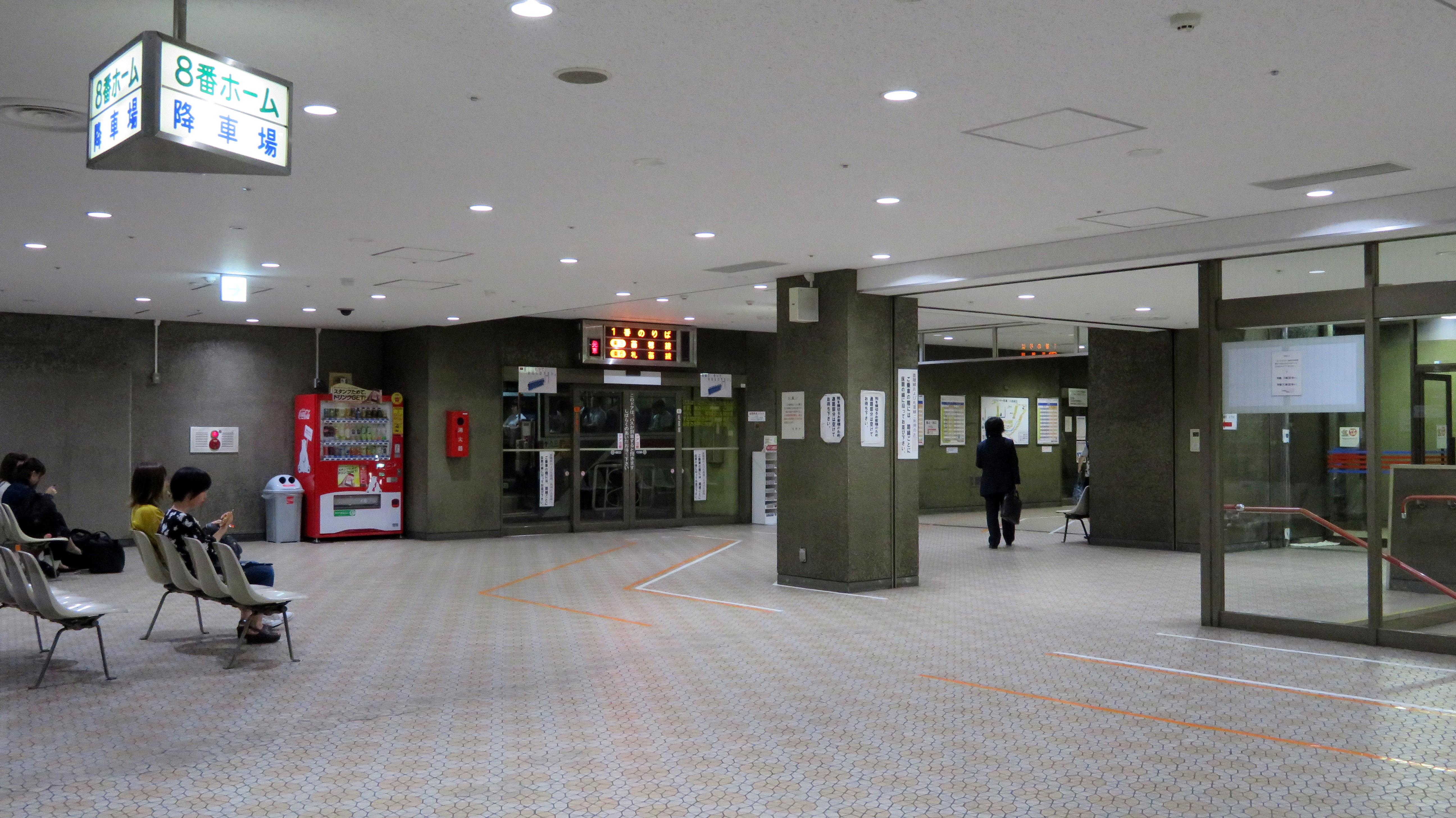
地下のりば

札幌市中央区南1条東1丁目に駅直結の大通バスセンター（正式名称：大通バスターミナル）を設置している。停留所名は、一般路線バスは「バスセンター」、北都交通と宗谷バスは「大通バスセンター」、北海道バスは「大通バスセンター前」。
1976年（昭和51年）6月10日全面供用開始。乗り場は1階と地下に分かれており、トイレのある中地下階で結ばれている。バスセンター1号館1階に北都交通の案内・発券窓口および待合所が設置されている（バスセンター2号館の地上部にはターミナル機能はない）。また1階待合所付近の道路上にもバス停が設けられている。2021年（令和3年）12月の平日1日あたり、スクールバス等の非公示便を除く発着便数はバスセンター内乗り場と路上停留所を合わせて348便（感染症流行による一時運休便を含む）。
地下のりばにはバス発車案内装置が設置されており、バスがのりばに停車している間は乗車口上の「発車」ランプが点灯し、自動放送が流れる。各のりばの乗車口には自動ドアがあり、バスがのりばに停車している間のみドアが開くようになっている。また、在庫表示装置、バス営業所から直接案内放送を流すことができる遠隔放送装置が設置されている。
バスセンター1階の乗り場は札幌市営バスが中心に乗り入れていたが、地下鉄延伸に伴う路線再編の影響もあり減少、一時は地上乗り場に発着するバスが存在していなかった。現在は地上のりばは各都市間バスのみ発着しており、バス通路を挟んで向かいに北都交通の窓口および待合所を設置して運用している。また地上乗り場のスペースの一部は改装されセイコーマートの店舗となっている。地下階の乗り場も8レーンまで存在したが、フロアの半分ほどは閉鎖されており立ち入れないようになっている。
2019年、札幌市は施設の老朽化や他のバスターミナルの再整備などから大通バスセンターの廃止の検討に入った。
路線は2023年（令和5年）10月1日現在。詳細は事業者（営業所・路線）記事を参照。
地下1番のりば
- 北海道中央バス 札幌東営業所
  - 東3 苗穂線：東営業所
  - 東6 札苗線：豊畑（・モエレ沼公園：夏期）、豊畑東

地下2番のりば
- 北海道中央バス 札幌北営業所
  - 東17 北光線：北49条東3丁目
- ジェイ・アール北海道バス 空知線
  - 5・バ5 米里線：白陵高校前

1階のりば
- 北都交通・根室交通
  - オーロラ号：根室市（直行 / 厚床駅・根室駅・根室交通営業所）
- 宗谷バス・北都交通
  - 特急わっかない号：稚内市（稚内駅・稚内フェリーターミナル）
- 宗谷バス
  - 特急えさし号：枝幸町（美深・音威子府駅・歌登・枝幸ターミナル）

路上 3番出入口側
- 北海道中央バス 札幌東営業所
  - 循環88 サッポロビール園・ファクトリー線：サッポロビール園
- ジェイ・アール北海道バス 空知線
  - 5 米里線：札幌駅前

路上 バスセンタービル1号館北側
- 北海道バス
  - 函館特急ニュースター号：函館市（新函館北斗駅・函館駅・湯の川温泉）
  - 帯広特急ニュースター号：帯広市（直行 / 芽室駅・帯広駅・帯広営業所）
  - 釧路特急ニュースター号：釧路市（大楽毛駅・釧路駅・釧路車庫）
  - 北見特急ニュースター号：北見市（北見駅前・東武イーストモール端野店前）

## その他
- 駅スタンプはバスセンター前駅のイニシャルBの中に二条市場が描かれている[14]。
- 「バスセンター(Bus Center)」という表現は和製英語であり、英語圏では通用しにくい。英語圏における一般的な表現は Bus Terminal（米）、もしくは Coach Station（英）である。
- 札幌市営地下鉄の駅名では、表記文字数が7文字と最も多く、なおかつ、唯一カタカナを使用している駅でもある。

## 隣の駅
札幌市営地下鉄
 東西線
大通駅 (T09) - バスセンター前駅 (T10) - 菊水駅 (T11)